# Abdij van Randol

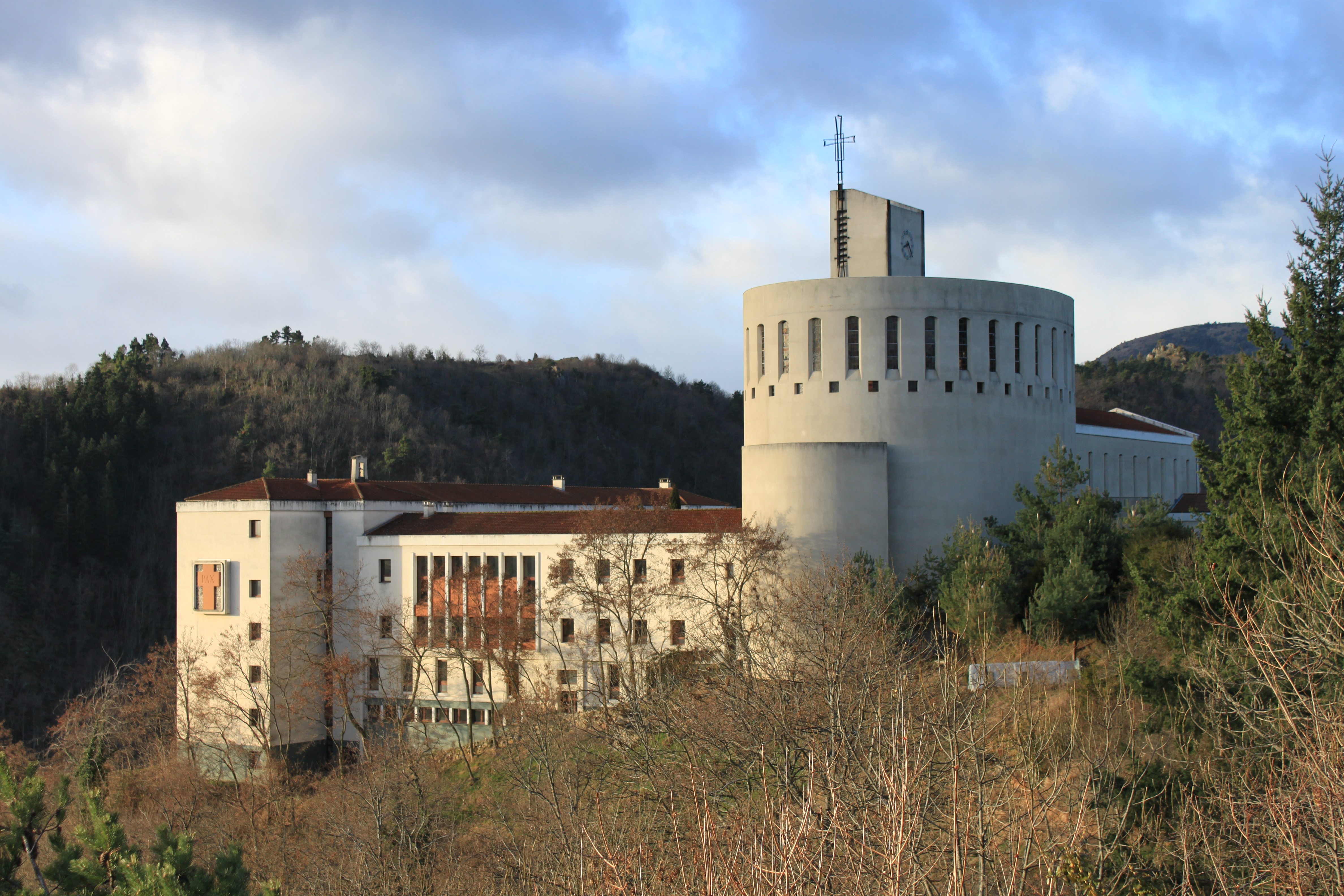
Abdij Notre-Dame de Randol

De Abdij Notre-Dame de Randol is een Franse benedictijnenabdij in Randol (Saint-Amant-Tallende) in Auvergne (departement Puy-de-Dôme).
De abdij werd vanuit de Abdij Notre-Dame de Fontgombault in 1971 gesticht en behoort tot de congregatie van Solesmes.
De abdijgebouwen werden in de jaren 1970 opgericht in moderne stijl.  De priorij werd verheven tot abdij op 21 maart 1981 en de eerste abt van Randol werd op 24 juni van datzelfde jaar gewijd door de bisschop van Clermont.
De monniken gebruiken de buitengewone vorm van de Romeinse ritus.